# 타인캐슬 파크
타인캐슬 파크(영어: Tynecastle Park)는 스코틀랜드 에든버러에 위치한 축구 경기장으로 수용 인원은 17,529명이다. 1886년에 개장했으며 하트 오브 미들로디언 FC의 홈 구장으로 사용되고 있다. 럭비 경기장으로 사용되기도 한다.

## 사진

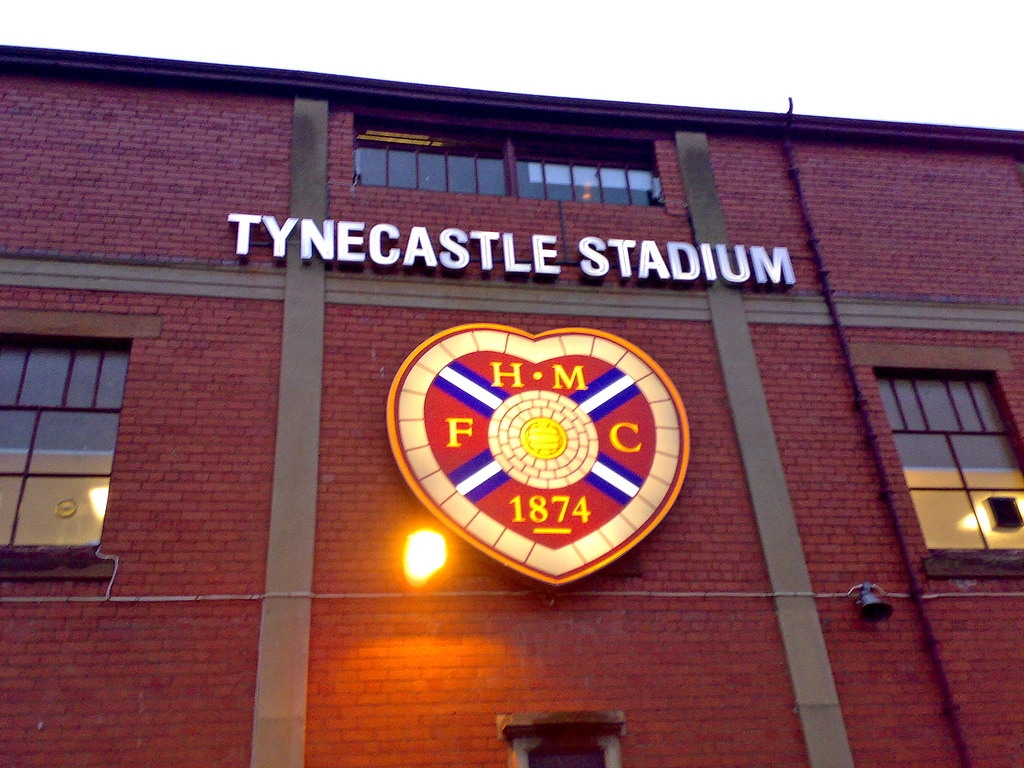
경기장 정면
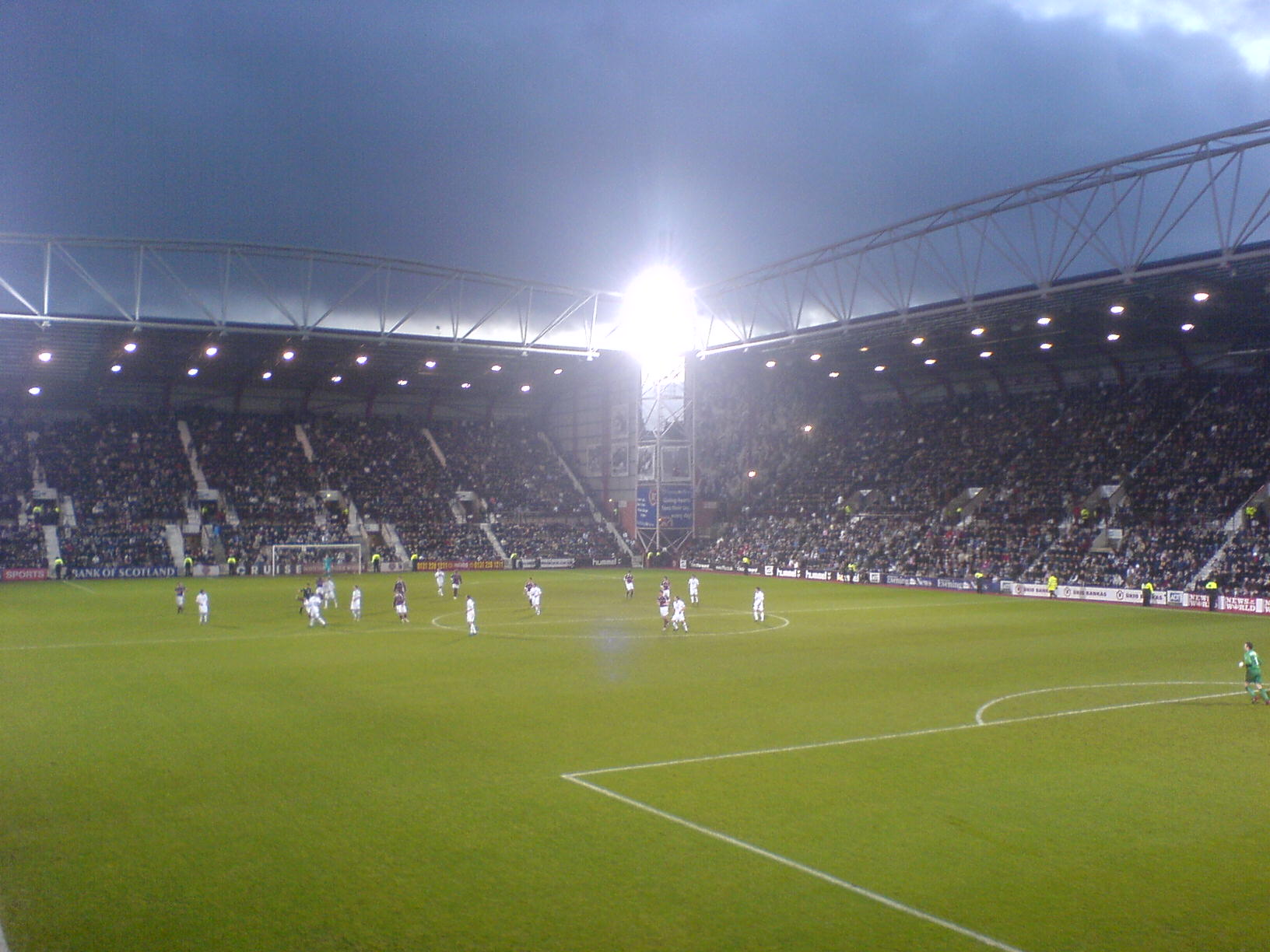
경기장 내부 전경